# Stich (Kartenspiel)
Ein Stich bezeichnet eine Spielrunde bei verschiedenen Kartenspielen, diese werden daher auch Stichspiele genannt.

## Stiche
Ein Spieler spielt aus, d. h. legt eine Spielkarte auf den Tisch und reihum legt jeder weitere Spieler eine Karte hinzu – bei den meisten Spielen im Uhrzeigersinn, beim Tarock gegen den Uhrzeigersinn.
Den Stich gewinnt (erzielt, macht) derjenige Spieler, der die höchste Karte gespielt hat; er erhält die ausgespielten Karten, legt sie verdeckt vor sich ab und spielt zum nächsten Stich aus. Welche Karte als höchste gilt, ist von den individuellen Spielregeln abhängig. 
Bei einem Spiel ohne Trumpf (Sans atout oder No trump), z. B. einem entsprechenden Kontrakt beim Bridge gewinnt derjenige Spieler den Stich, der die höchstrangige Karte der ausgespielten Farbe in den Stich gelegt hat. Bei einem Spiel mit Trümpfen gewinnt derjenige Spieler, der den höchsten Trumpf in den Stich gelegt hat. Sollte im Stich kein Trumpf liegen, so gilt die Regel wie bei einem Spiel ohne Trumpf.
Beispiel: Cœur (Herz) ist Trumpf. Nord spielt ♣3, Ost spielt ♥8, Süd spielt ♣8 und West gibt ♥9, so sticht West mit der ♥9 als höchstem Trumpf. In einem Spiel ohne Trumpf würde Süd den Stich mit ♣8 als höchster Karte der angespielten Farbe gewinnen.
Stiche werden verdeckt abgelegt, abgelegte Stiche dürfen i. A. während eines Spieles nicht mehr angesehen werden, allerdings gibt es hier Ausnahmen: Beim Schnapsen ist es beispielsweise vielfach üblich, dass ein Spieler die eigenen Stiche durchsehen darf und sich den ersten Stich des Gegners zeigen lassen kann.
Die Gesamtheit aller Stiche eines Spiels wird als Vole bezeichnet und ein Spieler, der ein Vole erklärt, sagt an, dass er alle Stiche eines Spiels erhalten wird (auch „Durchmarsch“).

## Zwänge
Bei den meisten Stichspielen gelten bestimmte Regeln, welche Karten zugegeben werden dürfen:

### Farbzwang
Farbzwang oder Bedienzwang, seltener Zugebezwang, bedeutet, dass jeder Spieler verpflichtet ist, eine Karte von der Farbe der zuerst ausgespielten Karte zu spielen, sofern er dazu imstande ist (Farbe bedienen bzw. Farbe bekennen). In den Tarock-Spielen, die neben den Farbkarten zusätzlich durchnummerierte Trümpfe haben, gilt der Bedienzwang auch für ebendiese.
Besitzt ein Spieler keine entsprechende Karte, so darf er eine beliebige andere Karte spielen (abwerfen). 
Besitzt ein Spieler mehrere Karten der angespielten Farbe, so hat er die Wahl. In vielen Fällen ist es sinnvoll eine höherwertige Karte zu spielen, er kann jedoch auch largieren (ducken, drunterbleiben).

### Stichzwang
Stichzwang bedeutet, dass ein Spieler stets versuchen muss, den Stich zu gewinnen, sei es durch Legen einer höheren Karte in der geforderten Farbe oder aber durch das Spielen einer Trumpfkarte.

### Farb- und Stichzwang
Herrscht Farb- und Stichzwang, so muss ein Spieler, wenn er an der Reihe ist
- mit einer höheren Karte der angespielten Farbe stechen. Kann er das nicht, so muss er
- eine niedrigere Karte der angespielten Farbe zugeben. Ist das nicht möglich, so muss er
- mit einer Trumpfkarte stechen, und falls auch das nicht geschehen kann,
- eine beliebige andere Karte abwerfen.

Farbzwang geht immer vor Stichzwang: Es ist nicht erlaubt, mit einer Trumpfkarte zu stechen, wenn man die angespielte Farbe bedienen könnte. Vgl. etwa Écarté.

### Trumpfzwang
Hat ein Spieler keine Karte der ausgespielten Farbe, so muss er nach Möglichkeit eine Trumpfkarte spielen. 
Beispiel: Eichel ist Trumpf. Vorhand spielt Schell-8, Mittelhand trumpft mit Eichel-10. Hinterhand besitzt keine Schellen, wohl aber noch einen Trumpf, Eichel-8: Hinterhand muss nun diese Karte spielen (Trumpf zugeben, untertrumpfen) und darf nicht eine andere abwerfen.
Bei den Tarockspielen wird das auch Tarockzwang genannt.

### Renonce, Revoke
Eine Verstoß gegen eine dieser Regeln wird Renonce oder engl. Revoke genannt und entsprechend bestraft, z. B. durch Verlust des Spiels oder durch sogenannte Strafstiche, d. h. Stiche, die den Gegnern gutgeschrieben werden.
Anmerkung: Der Begriff Renonce wird auch in anderer Bedeutung gebraucht: Wenn nämlich ein Spieler von einer Farbe keine Karten (mehr) hat, also in dieser Farbe blank ist, so wird dies gelegentlich ebenfalls als Renonce (oder Chicane) bezeichnet.

## Stichspiele
Als Stichspiel im weiteren Sinn bezeichnet man jedes (Karten-)Spiel, bei dem gestochen wird.

### Augenspiele
Als Augenspiel bezeichnet man diejenigen Kartenspiele, bei denen es auf den Wert der in den Stichen gefangenen Karten ankommt. Dabei gibt es sowohl Spiele, bei denen der Spieler mit der höchsten Augenzahl gewinnt wie auch solche, bei denen keine oder nur wenige Augen erreicht werden sollen.
Anmerkung: Die in den Stichen enthaltenen Karten zählen nach ihren Augen, für ein gewonnenes oder verlorenes Spiel gibt es Punkte.
Augenspiele sind z. B.: 
- Bayerisches Tarock
- Bézique
- Binokel
- Doppelkopf
- Jass
- Schafkopf
- Schnapsen bzw. Sechsundsechzig
- Skat
- Tarock mit seinen Varianten wie Französisches Tarock, Königrufen, Zwanzigerrufen u. a.
- Trappola (Bulka)

### Stichspiele im engeren Sinn
Als Stichspiel im engeren Sinn oder reines Stichspiel (d. h., wenn der Begriff Stichspiel als Gegensatz zu Augenspiel gebraucht wird) bezeichnet man diejenigen Kartenspiele, bei denen es bloß auf die Anzahl der Stiche, nicht aber auf die in den Stichen enthaltenen Karten ankommt.
Reine Stichspiele sind etwa:
- Boston
- Bridge
- Écarté
- Jabberwocky
- L’Hombre und Quadrille
- Mauscheln
- Piquet
- Polnische Bank
- Préférence
- Sixte
- Solo Whist
- Tippen
- Wallachen
- Watten
- Whist

Bei Spielen, die aus mehreren unterschiedlichen Spielen (Touren) zusammengesetzt sind, wie z. B. Herzeln oder Quodlibet ist eine eindeutige Zuordnung zu einer der beiden Kategorien nicht möglich.

## Belege
1. ↑  „Vole“ In: Meyers Großes Konversations-Lexikon, Band 20. Leipzig 1909, S. 222.